# West Coast Riot
West Coast Riot est un festival de musique suédois qui se déroule annuellement depuis 2008 à Göteborg, en Suède. Jusqu'en 2011, il se déroulait peu avant le Metaltown Festival, la production des deux festivals étant liée ; mais depuis 2012, les deux festivals sont distincts, se déroulant à un mois d'intervalle. La programmation de West Coast Riot est axée sur le punk rock, et ses différentes formes.
De 2008 à 2010, il se déroulait dans la zone de Frihamnen ; en 2011, il fut déplacé à Göteborg Galopp, une zone de jeux équestres. En 2012, il se déroulait à Röda Sten, un centre artistique de Göteborg.
La production du festival a annoncé le 15 janvier sur leur page Facebook qu'il ne se produirait pas en 2013, préférant focaliser la production sur l'édition 2014.

## Programmation par années

### 2008
1. Bad Religion
2. Comeback Kid
3. De lyckliga kompisarna
4. Flogging Molly
5. High Hats
6. Lagwagon
7. Millencolin
8. Moderat Likvidation
9. Neverstore
10. NOFX
11. No Fun At All
12. Randy
13. Sista Sekunden
14. Splitside
15. Tiger Army
16. Tysta Mari
17. The Used

### 2009
1. The Aggrolites
2. The Bouncing Souls
3. Durango Riot
4. Face to Face
5. The Gaslight Anthem
6. Gogol Bordello
7. The Knockouts
8. Lesra
9. The Living End
10. No Use For A Name
11. Parkway Drive
12. Pennywise
13. Raised Fist
14. Sick of It All
15. Social Distortion
16. Suicidal Tendencies
17. Vicious Irene

### 2010
1. A Day to Remember
2. Bad Religion
3. Bruket
4. Brute
5. Dillinger Escape Plan
6. Dropkick Murphys
7. Flogging Molly
8. The Get Up Kids
9. The Hives
10. Hot Water Music
11. Invasionen
12. Jello Biafra & the Guantanamo School of Medicine
13. Rise Against
14. Runawaydroid
15. Satan Takes A Holiday
16. Sista Sekunden
17. The Specials

### 2011
1. All Time Low
2. Atlas Losing Grip
3. The Baboon Show
4. Bad Brains
5. Beast
6. The Bones
7. Burning Libra
8. Dorm Patrol
9. The Dwarves
10. The Exploited
11. The Gaslight Anthem
12. Gogol Bordello
13. Hårda tider
14. Kvelertak
15. Millencolin (jouant l'album Pennybridge Pioneers)
16. Ond bråd död
17. Shelter
18. Sum 41
19. Twopointeight
20. U.S. Bombs
21. Voice of a Generation

### 2012
1. The 20Belows
2. Against Me!
3. Alonzo & Fas 3
4. Anti-Flag
5. Asta Kask
6. Dystra Li
7. Gallows
8. Gatans lag
9. Honningbarna
10. Håll käften, vad vill du!?
11. Out of Vogue
12. Rancid
13. Randy
14. Street Dogs
15. Wolves Like Us
16. Turbonegro